# Lythrum portula
Lythrum portula ((L.) D.A.Webb, 1967), comunemente nota come salcerella erba-portula, è una pianta appartenente alla famiglia delle Lythraceae, diffusa in Europa e Nordafrica.

## Descrizione
L. portula è una pianta glabra, con fusti striscianti e ramificati che radicano liberamente. Le foglie sono opposte fra loro ed i fiori sono isolati all'ascella delle foglie. Essi hanno, di solito, sei petali rosa circondati da dei sepali bruni, non hanno peduncoli e sono grandi poco più di un millimetro. I frutti sono delle capsule brune e globose.

## Distribuzione e habitat
Questa specie ha come habitat i terreni fangosi, anche se una condizione di immersione non reca molti danni alla pianta.
Essa è distribuita in tutta Italia, e, soprattutto nelle isole.

## Tassonomia
Linneo aveva denominato questa specie Peplis portula. Alcuni autori, considerate le differenze con altre specie di Lythrum, come Lythrum salicaria, preferiscono continuare a collocare questa specie nel genere Peplis distinto da Lythrum.
Altri in passato avevano proposto la creazione di un nuovo genere, Portula.